# Presentazione al Tempio (Lotto)
La  Presentazione al Tempio  è un dipinto a olio su tela (172x136,5  cm) di Lorenzo Lotto, databile al 1552-1556 circa e conservato nel Museo pinacoteca della Santa Casa a Loreto.

## Storia
L'opera è in genere indicata come l'ultimo lavoro autografo del Lotto, già fattosi monaco oblato presso la Santa Casa e attivo nella realizzazione di alcune grandi tele per la decorazione del coro del santuario. In queste opere, con mezzi semplici e una mano un po' tremolante, il Lotto venne spesso affiancato dalla bottega, tranne nella Presentazione che viene ritenuta in larga parte autografa. 
La destinazione delle opere si evince dalle note di Vasari, che parlò di un progetto sulle storie dell'infanzia di Cristo.

## Descrizione e stile
L'approccio dell'artista ormai settantenne alla pittura è molto informale, sia come stesura che come libertà compositiva.
La scena è organizzata su un registro principale, dove Maria, attorniata da donne,  presenta il Bambino al sacerdote, inginocchiata sui gradini dell'altare. Al centro della composizione è l'altare, lasciato vuoto e coperto da una tovaglia candida, da cui spuntano dei curiosi piedi umani. Il sommo sacerdote accoglie il bambino sulla sinistra con due inservienti, che insieme rappresentano le tre età della vita, mentre più a destra si vede la profetessa Anna e san Giuseppe, con la tunica rossa, assieme ad alcuni uomini. 
Al gesto di benedizione verso l'alto del sacerdote corrisponde il gesto inverso della profetessa Anna con le mani volte verso il basso quasi in riconoscenza per il segno ricevuto (l'arrivo del Messia per Israele). 
Sopra questa scena si trova un'efficace apertura spaziale, che mostra una stanza ombrosa in prospettiva centrale, in cui si affaccia un frate, che alcuni hanno ipotizzato sia un autoritratto del pittore.
Lo schema con figure piccole, disposte a gruppi, ricorda le composizioni delle tarsie del coro di Santa Maria Maggiore di Bergamo, di cui l'artista possedava forse ancora i cartoni, mentre non mancano alcuni guizzi di fantasiosa ironia tipica del pittore, come l'altare che poggia su piedi umani.
La cromia smorzata è da alcuni attribuita alla morte dell'artista, che avrebbe lasciato il lavoro incompiuto. Altri invece la assegnano a una precisa scelta stilistica, all'insegna della massima sobrietà. A ciò rimanderebbero anche le figure appena sbozzate, quasi disarticolate, ma con un senso di viva partecipazione dei protagonisti, al di fuori di qualsiasi solennità retorica, tipica dell'opera di Lotto.
L'opera può essere considerata il testamento spirituale del Lotto, ormai anziano: l'episodio narrato dai Vangeli comprende infatti questa frase pronunciata dal vecchio Simeone alla vista del bambino nel tempio: «Ora lascia, o Signore, che il tuo servo / vada in pace secondo la tua parola; / perché i miei occhi han visto la tua salvezza / preparata da te davanti a tutti i popoli, / luce per illuminare le genti / e gloria del tuo popolo Israele» (Luca 2, 29-32).